# Platymetopius astarte
Platymetopius astarte är en insektsart som beskrevs av Abdul-nour 2001. Platymetopius astarte ingår i släktet Platymetopius och familjen dvärgstritar. Inga underarter finns listade i Catalogue of Life.